# Merlons Lichter
Merlons Lichter est un groupe allemand de folk, originaire d'Erlangen.

## Histoire
Le groupe est formé en 1992 sous le nom de The Merlons of Nehemiah. Alors que Merlon fait référence à la fortification homonyme, Nehemiah fait référence à l'auteur du livre du même nom dans la Bible. Leur premier album, Cantoney, contient des erreurs de production, raison pour laquelle le groupe se distancie par la suite. L'album atteint néanmoins une certaine attention, car l'incorporation d'éléments de musique médiévale était relativement inhabituelle à l'époque.
L'album suivant, Eluoami, sorti en 1994, renforce ce style, ce que le groupe qualifie de « mittelalter mystic folk crossover ». Plus tard, le groupe change de nom pour devenir The Merlons et abandonne même l'article par la suite, car il se consacre davantage aux textes allemands. Après la séparation de la chanteuse et sœur du fondateur du groupe Antje Haensel au début de l'année 2000, le groupe renonce à la remplacer et change à nouveau de nom l'année suivante pour devenir Merlons Lichter. De ce fait, d'autres styles sont présentés dans la musique du groupe, Merlons Lichter se présentant désormais comme un groupe beaucoup plus axé sur la guitare et le rock.
Le groupe s'est notamment produit en première partie de Subway to Sally et Fiddler's Green. La dernière sortie du groupe est Lust en 2005. Entre-temps, le groupe se sépare. Le leader et chanteur Andreas Haensel est cependant actif depuis 2012 au sein du groupe Ignis Fatuu, le bassiste Peter Henrici forme le groupe Feuerschwanz. 

## Discographie

### Albums studio
- 1993 : Cantoney (sous The Merlons of Nehemiah)
- 1994 : Eluoami (sous The Merlons of Nehemiah)
- 1995 : Romanoir (sous The Merlons of Nehemiah)
- 1997 : Water Naked Nature (sous The Merlons)
- 1998 : Trance (sous Merlons)
- 1998 : Sinn-Licht (sous Merlons)
- 1999 : Midgard (sous The Merlons of Nehemiah)
- 2001 : Die Wahre Mutter Gottes (sous Merlons Lichter)
- 2005 : Lust (sous Merlons Lichter)

### Singles et EP
- 1993 : Heroes vs. Testaroche (Love Like Blood vs. The Merlons of Nehemiah, Musical Tragedies #5, Sägezahn-Split-Single)
- 1996 : Salamander (sous The Merlons)
- 2005 : Heisser Als Die Sünde (sous Merlons Lichter)